# Dunawci (obwód Stara Zagora)
Dunawci (bułg. Дунавци) – wieś w południowo-środkowej Bułgarii, w obwodzie Stara Zagora, w gminie Kazanłyk. Według danych Narodowego Instytutu Statystycznego, 31 grudnia 2011 roku wieś liczyła 584 mieszkańców.
Nad brzegiem zbiornika retencyjnego Koprinka.

## Imprezy cykliczne
- co roku 26 października odbywa się sobór
- We wsi znajduje się grupa kukerów